# Палици Марина
Палици Марина је насеље у Италији у округу Ређо ди Калабрија, региону Калабрија.
Према процени из 2011. у насељу је живело 1647 становника. Насеље се налази на надморској висини од 19 м. Ово је најјужније место на италијанском копну, искључујући Сицилију са околним острвима.